# Fianna
Fianna (Fenianie, Fianna Éireann) – w mitologii irlandzkiej wojownicy irlandzcy służący Wysokiemu Królowi Irlandii. Ich przygody zostały spisane w ramach Cyklu Feniańskiego w III wieku naszej ery. Ostatnim przywódcą tej grupy był Finn mac Cumhail.
W większości rekrutowali się z dwóch klanów Bascna i Morna. Proces rekrutacji polegał na wykopaniu przez kandydata dołu sięgającego do pasa, do którego wchodził z tarczą i kijem leszczynowym długości przedramienia. Następnie dziewięciu wojowników uzbrojonych w dziewięć oszczepów nacierało na niego z odległości dziesięciu zagonów. Jeżeli kandydat nie został raniony był przyjmowany na służbę.
Do Fianna należeli m.in.:
- Finn mac Cumhail, ostatni przywódca Fianna
- Cailte mac Ronan
- Cumhail
- Conan mac Moirna
- Conan Maol
- Diarmuid Ua Duibhne, syn Danu i przyrodni syn Aengusa. Był wojownikiem z grupy Fianna, zanim uciekł ze świeżo poślubioną żoną Finna, Gráinne. Został zabity przez ogromnego dzika na wrzosowisku Benn Gulbain.
- Lughaid Silnoręki (ang. Lughaid Stronghand): wojownik i czarnoksiężnik, siostrzeniec Finna mac Cumhaila, jeden z czterech, który mógł rozwiązać zapętane przez Diarmaita węzły, ale odmówił tego. Był ukochanym Aífe, córki Manannana
- Oisín, syn Finna mac Cumhaila, znany również jako Osjan z dzieł Macphersona.
- Osgur, Syn Oisina

## Współczesne wykorzystanie nazwy
- Fianna Éireann – młodzieżowa organizacja nacjonalistyczna, założona w 1902 roku[3][4]
- Fianna Fáil – partia polityczna